# Silene dschuparensis
Silene dschuparensis är en nejlikväxtart som beskrevs av Joseph Friedrich Nicolaus Bornmüller. Silene dschuparensis ingår i släktet glimmar, och familjen nejlikväxter. Inga underarter finns listade i Catalogue of Life.